# ГТЭС Акшабулак
ГТЭС Акшабула́к (также встречается Акшабулакская ГТЭС) — газотурбинная электростанция промышленного значения. Расположена у нефтяного месторождения Акшабулак — в северо-восточной части Кызылординской области, на территории Сырдарьинского района, в 120 километрах (по прямой) к северу от города Кызылорды. Принадлежит АО «Кристалл Менеджмент». Электростанция входит в Единую энергосистему Казахстана.

## История
С целью утилизации попутного нефтяного газа и обеспечения электроэнергией месторождения Акшабулак, разрабатываемого компанией «КазГерМунай», в 2008 году было начато проектирование газотурбинной электростанции мощностью 87 МВт, на базе попутного газа, ранее сжигаемого на факелах.
Строительство электростанции началось в 2010 году. В качестве инвесторов выступили иностранные финансовые институты — Японский банк для международного сотрудничества, Citibank Japan, французский банк BNP Paribas, а также Банк развития Казахстана. Оборудование для предприятия было поставлено американскими, японскими и финскими производителями. В июле 2012 года состоялся пуск первой очереди электростанции. Стоимость проекта составила 19,6 млрд тенге (131 млн доллар США).
В перспективе планировался ввод паровой турбины мощностью 37 МВт, в качестве топлива которой выступали бы утилизируемые отходящие газы. Для этого на каждый газотурбинный агрегат устанавливается пароуловитель. Полученный таким образом пар направляется на турбину.

## Основные данные
Основное оборудование электростанции, эксплуатируемой в простом цикле, размещено в легкосборных зданиях.
Производственные показатели ГТЭС на 2014 год:
- Установленная электрическая мощность — 87 МВт
- Располагаемая электрическая мощность — 87 МВт
- Выработка электроэнергии — 0,49 млрд кВт⋅ч

Основной вид топлива, использующийся на станции — попутный газ нефтяного месторождения «Акшабулак» в количестве 185 млн м³, поступающий с двух участков подготовки газа (УПГ) СП «КазГерМунай». Выработанная станцией электроэнергия идёт на покрытие электрических нагрузок месторождения Акшабулак и области. Численность персонала ГТЭС — 93 человека.